# Tony Kaye (regista)
Tony Kaye (Londra, 8 luglio 1952) è un regista e direttore della fotografia britannico.

## Biografia
Nato in Inghilterra in una famiglia di ebrei ortodossi, entra molto presto nel mondo dell'arte. Tra i suoi spot più famosi, quelli per Adidas, Volvo, Tiscali e Guinness. Ha inoltre diretto video musicali, tra cui Dani California dei Red Hot Chili Peppers, e What God Wants di Roger Waters. In campo cinematografico si segnala per aver diretto i film American History X (1998) con Edward Norton e Detachment - Il distacco con Adrien Brody.

## Filmografia

### Regista

#### Cinema
- American History X (1998)
- Lobby Lobster (2007)
- Black Water Transit (2009) - inedito
- Detachment - Il distacco (Detachment) (2011)
- The Trainer (2024)

#### Documentari
- Humpty Dumpty - inedito
- Lying for a Living (2002)
- Lake of Fire (2006)

#### Cortometraggi
- Lenny (1996)
- This Is Not Sex (2008)
- Made for You (2013)
- Co-operative Bank: Tattoo (2014)
- Pictures from the Soul (2015)ù
- Takeaway (2023)
- THEN, & NOW. A meditation on the process of acting (2024)

#### Videomusicali
- XTC: King for a Day (1989)
- Tanita Tikaram: You Make the Whole World Cry (1992)
- Roger Waters: What God Wants, Part 1 (1992)
- Roger Waters: Three Wishes (1993)
- Tanita Tikaram : I Might Be Crying (1995)
- Red Hot Chili Peppers: Dani California (2006)
- Johnny Cash: God's Gonna  Cut You Down (2006)
- Lisa Marie & Elvis Presley: In the Ghetto (2007)
- Johnny Cash: Help Me (2007)
- Niia: Made for You (2013)
- Pure McCartney VR (2016)